# Braco dinamarquês
Braco dinamarquês[Nota] (em dinamarquês:  Gammel dansk hønsehund) é uma raça canina oriunda da Dinamarca. Animal de origem antiga, seu surgimento data dos idos de 1710, quando cruzamentos entre oito gerações de cães ciganos e locais geraram os chamados puros bracos dinamarqueses. Provável descendente de sabujos espanhóis, pode chegar a pesar 35 kg e medir 54 cm na altura da cernelha. Em geral é classificado como cão de porte médio e estrutura forte. Como uma de suas principais características está a grande diferença entre os portes de machos e fêmeas: enquanto eles são ditos poderosos e substanciosos, elas são mais leves, corajosas e caprichosas.